# ГІФК (хокейний клуб)
ГІФК (фін. HIFK) — хокейний клуб з м. Гельсінкі, Фінляндія. Заснований у 1897 році. Виступає у чемпіонаті СМ-ліги. 
Чемпіон Фінляндії (1969, 1970, 1974, 1980, 1983, 1998, 2011), срібний призер (1973, 1975, 1986, 1999), бронзовий призер (1955, 1959, 1971, 1972, 1982, 1987, 1988, 1992, 2004, 2018, 2021).
Домашні ігри команда проводить у палаці спорту «Helsingin Jäähalli» (8200). Офіційні кольори клубу синій, білий і червоний
Найсильніші гравці різних років: 
- воротарі: Стіг Ветцель, Йорма Віртанен, Сакарі Ліндфорс;
- захисники: Лаллі Партінен, Юга Рантасіла, Йорма Іммонен, Гейккі Рійгіранта, Пертті Легтонен, Пекка Раутакалліо, Сімо Саарінен, Кай Раутіо, Боб Галкідіс;
- нападаники: Еса Пелтонен, Югані Таммінен, Гаррі Ліннонмаа, Матті Мурто, Ярі Капанен, Матті Форсс, Матті Гагман, Еса Тікканен, Кері Вілсон, Крістіан Руутту, Анссі Меламется, Даррен Бойко, Юкка-Пекка Сеппо, Пекка Туомісто, Вілле Пельтонен, Самі Капанен.

Успішно працювали з командою тренери Й. Рікала і С. Лійтсола.